# Shōta Horie
Shōta Horie (堀江翔太?, Horie Shōta; Osaka, 21 gennaio 1986) è un rugbista a 15 giapponese, che gioca nel ruolo di tallonatore nei Panasonic Wild Knights in Top League.

## Biografia
Horie cominciò a praticare il rugby alle scuole elementari. Sempre a livello scolastico fu il capitano della squadra della Teikyo University, dove frequentò un corso di economia. Nel 2008 entrò a far parte del sistema di accademie del Canterbury, nel quale rimase per due anni; successivamente, non essendo riuscito ad ottenere un contratto in Nuova Zelanda, tornò in Giappone e si legò ai Panasonic Wild Knights. Con il club giapponese ottenne il suo primo riconoscimento come miglior giocatore della Top League nella stagione 2010-2011. Nel 2012 ritornò in Nuova Zelanda e disputò la ITM Cup con Otago; le sue prestazioni gli valsero la chiamata della franchigia australiana dei Rebels, che lo inserì nella rosa per il Super Rugby 2013. Militò lì per tre stagioni, diventando il primo rugbista giapponese in assoluto ad aver vestito la maglia di una squadra australiana in Super Rugby. Nell'annata 2013-2014 vinse da capitano dei Wild Knights il primo di tre titoli consecutivi in Top League, ricevendo per la seconda volta nel 2015-2016 il premio di miglior giocatore del campionato. A partire da 2016, fa parte della franchigia giapponese di Super Rugby dei Sunwolves, di cui fu anche il capitano nella loro prima stagione nel campionato australe.
Horie fu fatto debuttare nel Giappone dall'allora ct John Kirwan in un test-match contro il Canada nel novembre 2009, nel quale segnò anche la sua prima meta internazionale. L'anno successivo vinse il suo primo titolo con la nazionale nipponica conquistando l'Asian Five Nations 2010. Dopo aver disputato l'edizione 2010, si aggiudicò l'IRB Pacific Nations Cup 2011. Nello stesso anno fu incluso tra i convocati per la Coppa del Mondo di rugby 2011, torneo nel quale giocò le sfide della fase a gironi contro Francia, Tonga e Canada. Durante il quadriennio dove Eddie Jones fu il commissario tecnico della nazionale giapponese, Horie fu molto utilizzato ottenendo un totale di 25 presenze, tutte come titolare; in quegli anni conquistò l'Asian Five Nations 2014 e l'IRB Pacific Nations Cup 2014, inoltre fu in campo nella prima storica vittoria dei nipponici contro il Galles del giugno 2013. Convocato per la Coppa del Mondo di rugby 2015, disputò tutte le partite della fase a gironi, incluso il trionfo contro il Sudafrica. Nel giugno 2016, il coach ad interim, Mark Hammett lo schierò come capitano contro la Scozia, nella prima delle sue otto apparizioni come leader della nazionale. Nel 2017, dopo aver conquistato il terzo titolo nell'Asia Rugby Championship, ottenne la sua cinquantesima presenza nell'amichevole di giugno contro la Romania. Nel 2019 vinse per la terza volta la Pacific Nations Cup. Successivamente fu convocato dal ct Jamie Joseph per la Coppa del Mondo di rugby 2019.

## Palmarès
- Top League: 6
Panasonic Wild Knights: 2010-11, 2013-14, 2014-15, 2015-16, 2021, 2022
- Campionati asiatici : 3
Giappone: 2010, 2014, 2017
- Pacific Nations Cup : 3
Giappone: 2011, 2014, 2019